# Let It Beat Japan
『Let It Beat Japan』（レット・イット・ビート・ジャパン）は、千葉テレビで1993年から2001年まで放送されていた音楽番組。毎週金曜日の19時 - 19時55分の生放送。
「ビージャパ」の愛称で知られている。
毎週ミュージシャンのゲストが来てトークを展開。（ブレイク前のウルフルズ、L'Arc〜en〜Ciel、ドラゴンアッシュなどがゲストで来ていた事もある）視聴者からのFAXでの質問受付、その場でミュージシャンが回答してくれたりとファン参加型の番組。
番組の後半には「東京ディズニーランド情報」があり、地元ならではの細かい情報でディズニーマニアには一目を置かれていた。

## スタッフ
- 司会：西野七海
- パーソナリティ:
  - 1代目 井上彩名
  - 2代目 逆井 信
- ディズニーレポーター：佐々木仁子